# Pierpaolo Sepe
Pierpaolo Sepe (Napoli, 18 aprile 1967) è un regista teatrale italiano.

## Biografia
Pierpaolo Sepe comincia a lavorare come aiuto regia di Giancarlo Sepe con lo spettacolo Processo a Gesù di Diego Fabbri. Nel 1991 inizia la sua attività di regista teatrale e da allora firma oltre sessanta regie. Nel 1997 incomincia la sua collaborazione con il Nuovo Teatro Nuovo di Napoli, con il quale ha messo in scena numerose produzioni, tra le quali, Finale di partita di Samuel Beckett, Edoardo II di Christopher Marlowe, 4.48 Psychosis di Sarah Kane, Per un pezzo di pane e Il soldato americano di Rainer Werner Fassbinder.
Nel 2007 partecipa alla Biennale di Venezia con Il feudatario di Carlo Goldoni, riscritto da Letizia Russo. Nel 2013 dirige Maria Paiato nella Medea di Seneca. Nel 2015 torna a lavorare sul teatro di Sarah Kane mettendo in scena Crave al Napoli Teatro Festival Italia.

## Filmografia
Ha collaborato con drammaturghi quali: Andrej Longo, Francesca Manieri, Linda Dalisi, Alberto Bassetti, Giuseppe Manfridi, Edordo Erba, Federico Bellini, Luca De Bei, Elettra Capuano, Gianni Clementi, Letizia Russo.
Ha diretto attori quali: Isa Danieli, Giuliana De Sio, Massimo Popolizio, Luigi Maria Burruano, Paolo Sassanelli, Maria Paiato, Giuliana Lojodice, Maria Amelia Monti, Benedetto Casillo, Paolo Zuccari, Lino Musella, Marco Foschi, Massimo Foschi.

## Riconoscimenti
2005 – vince il premio Flaiano come miglior regista teatrale.
2012 – vince il Premio Nazionale della Critica come miglior spettacolo con Le cinque rose di Jennifer.

## Teatro

### Regia
- L'Angelo Sterminatore, da Luis Buñuel (1991)
- Notturno di Donna con Ospiti di Annibale Ruccello (1992)
- Mamma - Piccole tragedie minimali di Annibale Ruccello (1994)
- Blues di Tennessee Williams (1995)
- Il calapranzi - Victoria Station di Harold Pinter (1996)
- Frammenti ti un malinteso da Albert Camus (1997)
- Le relazioni pericolose da Choderlos de Laclos (1997)
- Le Coefore di Eschilo (1997)
- Fanciulli di Luca De Bei (1998)
- Ultimi passi per la salvezza dell'Epire di Giuseppe Manfridi (1998)
- Chi ha ucciso Sarah? di Andrej Longo (1998)
- Antigone di Sofocle (1999)
- Filottete Heiner Müller (1999)
- Anna Weiss di Mike Cullen (1999)
- Maria Stuarda di Friedrich Schiller (2000)
- Edoardo II di Christopher Marlowe (2000)
- Danny e il profondo mare blu di John Patrick Shanley (2000)
- Finale di partita di Samuel Beckett (2000)
- 4.48 Psychosis di Sarah Kane (2001)
- Mauser di Heiner Müller (2002)
- Office di Shan Khan (2002)
- Per un pezzo di pane di Rainer Werner Fassbinder (2002)
- Stitching di Anthony Neilson (2003)
- Il soldato americano di Rainer Werner Fassbinder (2003)
- La fine del Titanic di Hans Magnus Enzensberger (2003)
- Lonesome West di Martin McDonagh (2003)
- Nel tuo sangue di Giovanni Testori (2004)
- Per sempre di Giovanni Testori (2004)
- La divina Mimesis di Pier Paolo Pasolini (2004)
- Tre donne di Sylvia Plath (2004)
- Crocifissione, da Giovanni Testori (2004)
- Venditori di anime di Alberto Bassetti (2005)
- Buca di sabbia di Michal Walczak (2005)
- Dead Hands di Howard Barker (2005)
- Debris di Dennis Kelly (2006)
- Il custode di Harold Pinter (2006)
- Atto senza parole e altri testi di Samuel Beckett (2009)
- Erodiade di Giovanni Testori (2010)
- Il Corsaro Nero di Emilio Salgari. Teatro Argentina di Roma (2012)
- Le cinque rose di Jennifer di Annibale Ruccello (2012)
- Anna Cappelli di Annibale Ruccello (2012)
- Sik-Sik l'artefice magico di Eduardo De Filippo (2013)
- Uscita d’emergenza di Manlio Santanelli (2013)
- Medea di Seneca (2013)
- Zio Vanja di Anton Čechov (2015)
- Crave di Sarah Kane (2015)
- Il servo di Robin Maugham (2016)
- Le signorine di Gianni Clementi (2018)
- Giochi di prestigio di Agatha Christie, adattamento teatrale di Edoardo Erba (2018-2020)

## pubblicazioni
- I due gentiluomini. Un laboratorio a Verona, Andrea Porcheddu, Titivillus, 2016, ISBN 9788872184189